# Expédition Gourbeyre
L'expédition Gourbeyre, également appelée expédition de Madagascar de 1829, est une expédition militaire menée en 1829 par le capitaine de vaisseau français Jean-Baptiste-Marie-Augustin Gourbeyre contre les intérêts du royaume merina sur la côte orientale de Madagascar.

## Les faits
Organisée pour venger les injures faites au pavillon français par feu Radama Ier à la fin de son règne, elle se présente dans la baie de Tamatave le 7 juillet 1829 et se solde par la prise de Tintingue le 2 août, puis le bombardement, à compter du 11 octobre 1829, et à la suite d'un ultimatum, de la ville de Tamatave. Les troupes françaises sont en revanche refoulées devant Foulpointe le 27 octobre. Leurs prises sont peu à peu abandonnées, faute d'intérêt après les Trois Glorieuses, jusqu'à leur départ complet en juillet 1833. Les Français ne conservent que l'île Sainte-Marie.